# Šefer
Šefer (hebrejsky שֶׁפֶר‎, v oficiálním přepisu do angličtiny Shefer) je vesnice typu mošav v Izraeli, v Severním distriktu, v Oblastní radě Merom ha-Galil.

## Geografie
Leží v nadmořské výšce 570 metrů, v Horní Galileji, cca 33 kilometrů východně od břehů Středozemního moře. Je situován na jihovýchodním okraji masivu Har Meron, jehož svahy spadají do údolí Chananija.
Obec se nachází cca 115 kilometrů severovýchodně od centra Tel Avivu, cca 45 kilometrů severovýchodně od centra Haify a cca 6 kilometrů jihozápadně od Safedu. Šefer obývají Židé, přičemž osídlení v tomto regionu je převážně židovské. Tři kilometry na západ leží vesnice Ejn al-Asad, které obývají Drúzové. Oblasti, které obývají izraelští Arabové, leží dál k západu a jihozápadu.
Obec Šefer je na dopravní síť napojena pomocí místní silnice číslo 866, jež sem odbočuje z dálnice číslo 85.

## Dějiny
Mošav Šefer byl založen v roce 1950. Zakladateli obce byla skupina židovských přistěhovalců z Jemenu. Původně se nazývala Parod Ilit (פרוד עלית). Pak místní populaci posílila další skupina židovských přistěhovalců, kteří se sem přesunuli z nedalekého provizorního ubytování v prostoru opuštěné arabské vesnice Faradija (nedaleko kibucu Parod), a Parod Ilit byl přejmenován na Šefer. V roce 1956 se obec rozdělila na dvě části. Západní si ponechala název Šefer, východní byla nazvána Amirim. Nově byl pak Šefer osídlen během 60. let 20. století židovskými přistěhovalci ze severní Afriky.
Jméno obce je odvozeno od biblického citátu, Kniha Genesis 49,21 - „Neftalí, laň vypuštěná, promlouvá úchvatnými slovy“
Ekonomika mošavu je založena na rostlinné a živočišné výrobě. V poslední době se rozvíjí turistický ruch. Západně od Šefer leží skupina zástavby zvaná Chemdat Jamim (חמדת ימים), která slouží jako turistická vesnice.
V Šefer funguje obchod a společenské centrum. Dále je tu k dispozici zařízení předškolní péče o děti. Základní škola je v sousední vesnici Parod nebo v obci Meron.

## Demografie
Obyvatelstvo mošavu Šefer je smíšené, tedy sekulární i nábožensky orientované. Podle údajů z roku 2014 tvořili populaci v Šefer Židé (včetně statistické kategorie "ostatní", která zahrnuje nearabské obyvatele židovského původu, ale bez formální příslušnosti k židovskému náboženství).
Jde o menší sídlo vesnického typu s dlouhodobě stagnujícím počtem obyvatel. K 31. prosinci 2014 zde žilo 347 lidí. Během roku 2014 populace klesla o 0,3 %.
| Rok            | 1961 | 1972 | 1983 | 1995 | 2001 | 2003 | 2004 | 2005 | 2006 | 2007 | 2008 | 2009 | 2010 | 2011 | 2012 | 2013 | 2014 |
| -------------- | ---- | ---- | ---- | ---- | ---- | ---- | ---- | ---- | ---- | ---- | ---- | ---- | ---- | ---- | ---- | ---- | ---- |
| Počet obyvatel | 196  | 270  | 256  | 234  | 248  | 260  | 252  | 269  | 261  | 244  | 256  | 241  | 257  | 317  | 343  | 348  | 347  |